# 仙女座IX
仙女座 Ⅸ是在2004年被Zucker等人從史隆數位巡天的恆星測光儀中解析而發現的星系。它是位於仙女座的一個矮橢球星系，也是仙女座星系的衛星星系。在發現之際，它是已知的星系中表面光度最低的ΣV～26.8mags arcsec-2，並且是本質的絕對星等最暗的星系。
仙女座 Ⅸ是從史隆數位巡天在2002年10月5日沿著M31的長軸方向掃描得到的數據中檢出的，McConnacrchie等人估計他的距離與M31幾乎完全相同（2005）。

## 外部連結
- SEDS webpage for Andromeda IX